# Слодовець (станція метро)
52°16′35″ пн. ш. 20°57′41″ сх. д. / 52.27639° пн. ш. 20.96139° сх. д.
Слодовєць (пол. A-20 Słodowiec) — станція Першої лінії Варшавського метрополітену, яка була відкрита 23 квітня 2008, у складі черги «Маримонт» — «Слодовець». Знаходиться під рогом вулиць Жеромського і Маримонтської.

## Опис станції
Колонна двопрогінна мілкого закладення, з береговими платформами завширшки 4,5 м і завдовжки 120 м. З обох боків платформи розташовані стаціонарні сходи і ескалатори. За станцією облаштовані оборотні тупики. На станції заставлено тактильне покриття.
- Дата початку будівництва — травень 2006
- Дата кінця будівництва — лютий 2008
- Дата відкриття станції — 23 квітня 2008[1]
- Вартість будівництва станцій і тунелів — 241 901 534 злотих.

## Пересадка
- А: 110, 112, 116, 156, N02, N44
- Трамвай: 6, 17

## Галерея

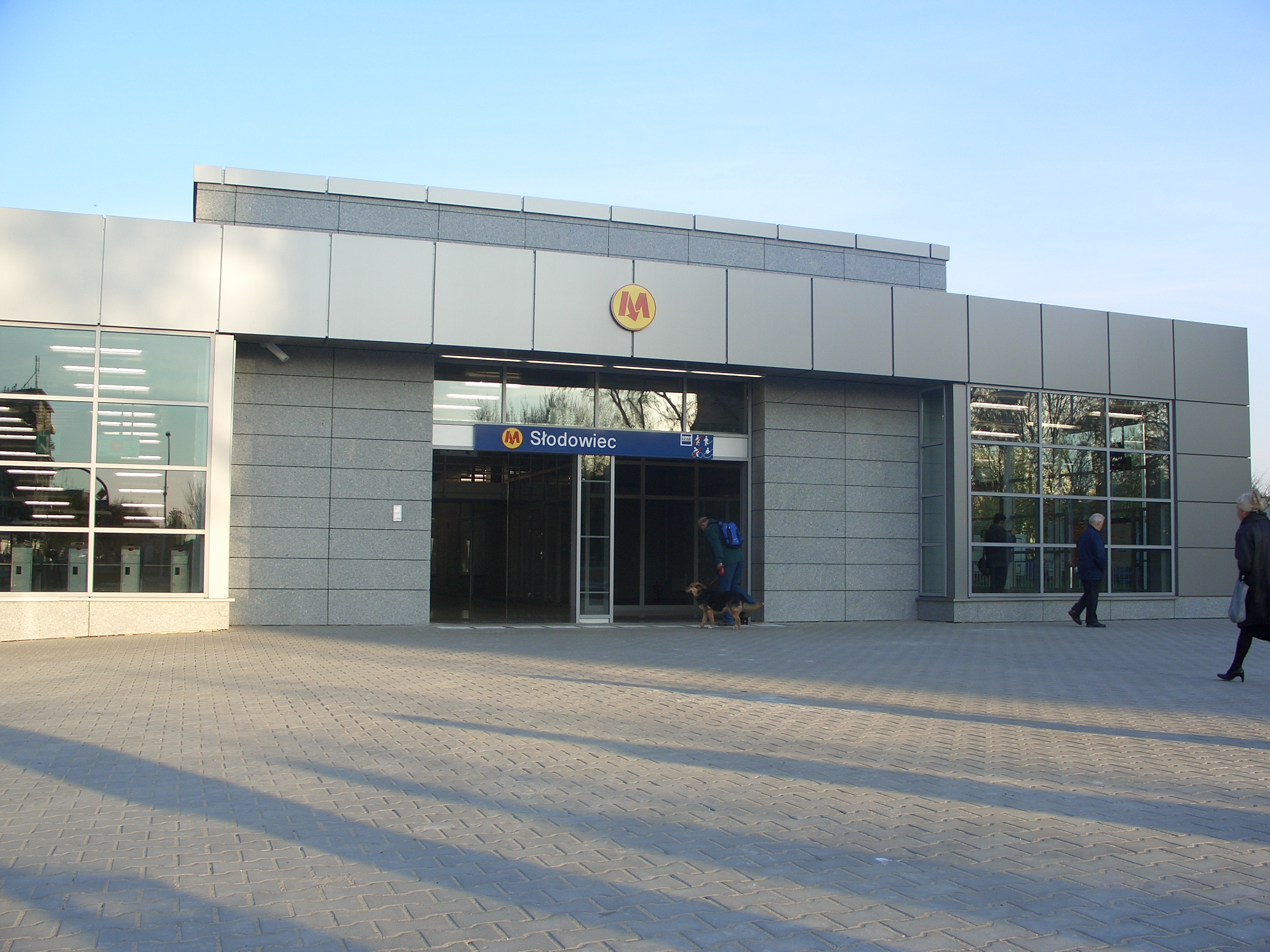
Вхід на станцію
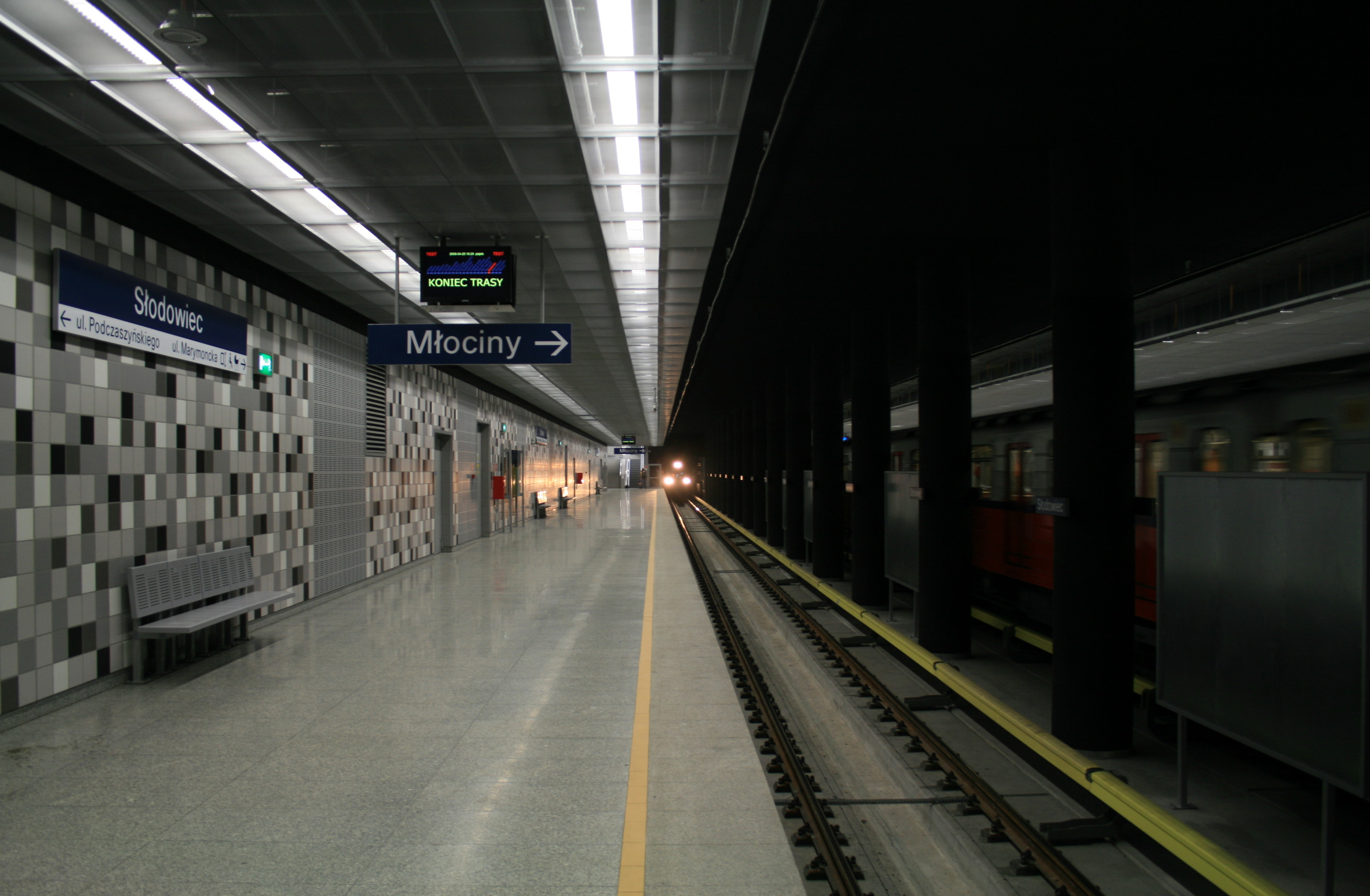
Посадкова платформа на станції
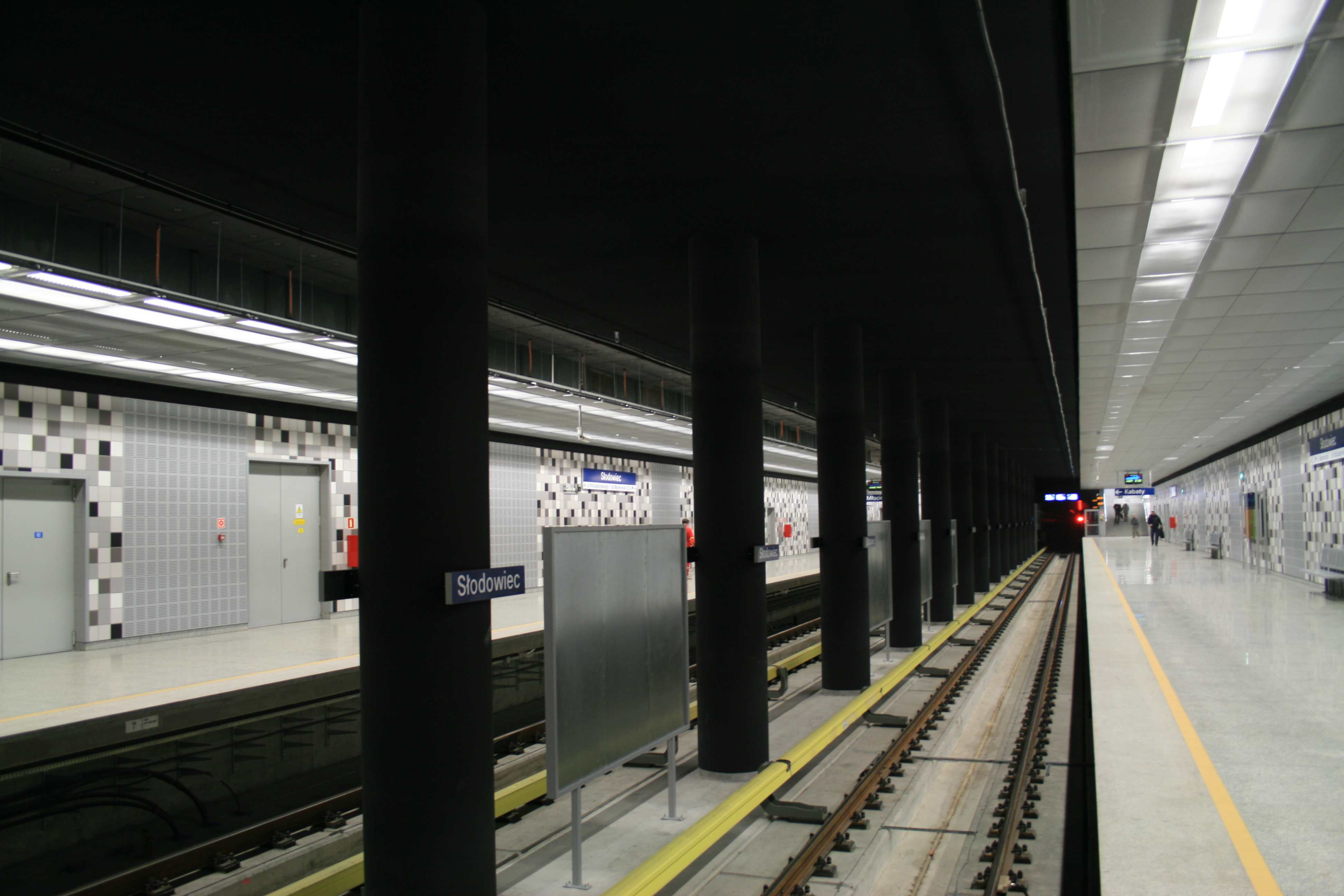
Вигляд станції Слодовець
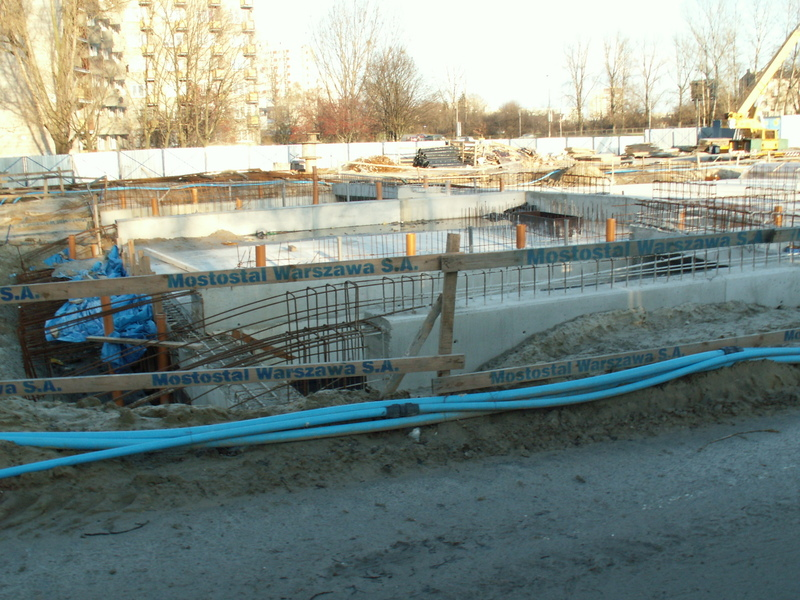
Будівництво станції